# Dolichurus venator
Dolichurus venator là một loài côn trùng cánh màng trong họ Ampulicidae, thuộc chi Dolichurus. Loài này được Arnold miêu tả khoa học đầu tiên năm 1928.